# Kelly Tyler-Lewis
Kelly Tyler-Lewis est une réalisatrice et auteur américaine.
Elle est notamment connue pour avoir gagné un Emmy Award en 2002 pour son film documentaire sur l'expédition Endurance d'Ernest Shackleton sous le nom de  Shackleton's Voyage of Endurance, qui a remporté la catégorie de « Meilleur documentaire historique ». Le film a également été nommé comme « Meilleur documentaire » sans toutefois gagner l'Emmy Award.
Elle a également écrit et publié le livre The Lost Men: The Harrowing Story of Shackleton's Ross Sea Party (2006).